# Fontaine des Invalides

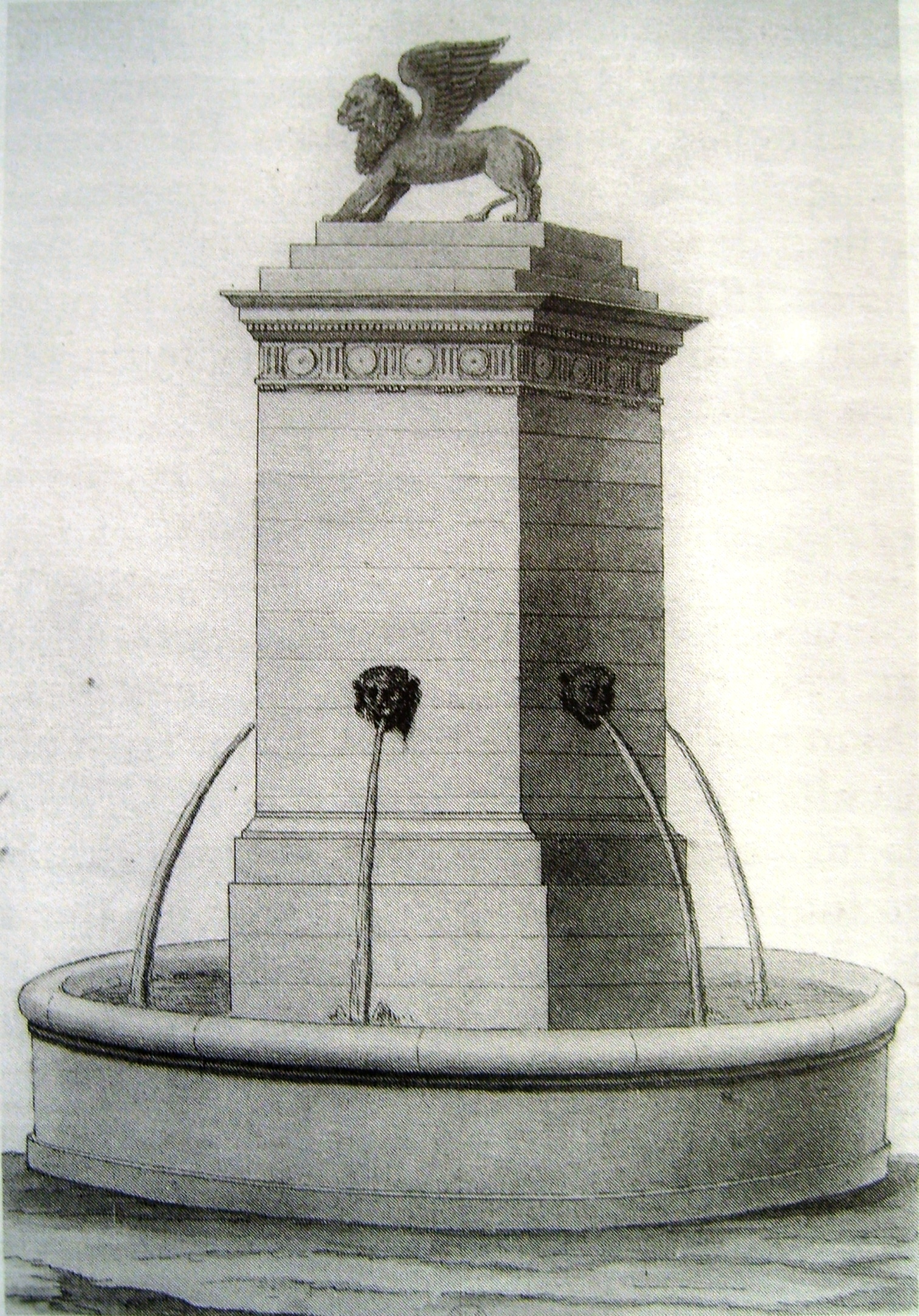
Dessin de la fontaine réalisé entre 1804 et 1807.

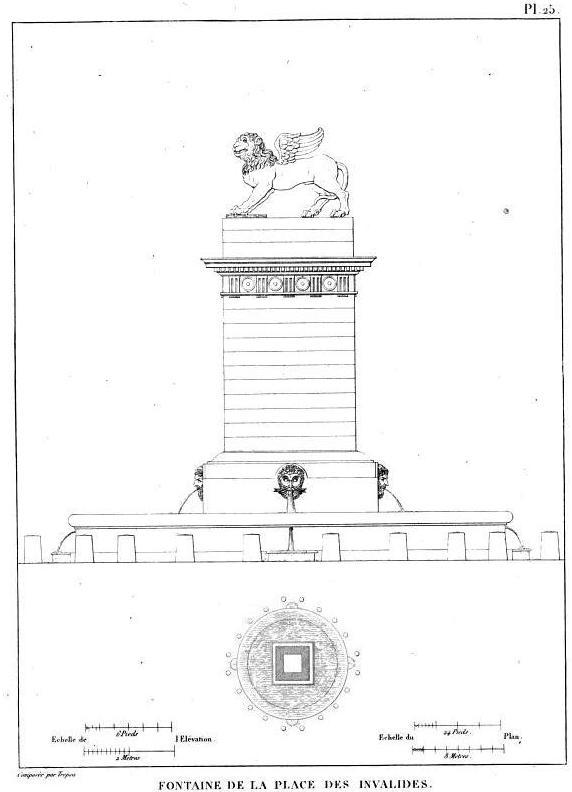
Élévation et plan de la fontaine.

La fontaine des Invalides, construite entre 1800 et 1804, transformée en 1825 puis en 1830 et définitivement démolie en 1840, est une fontaine parisienne qui s'élevait sur un rond-point au milieu de l'esplanade des Invalides, au croisement de la rue Saint-Dominique et de l'actuelle avenue du Maréchal-Gallieni.

## Historique

### Sous le Consulat et l'Empire
Le 31 décembre 1799, le Premier Consul Napoléon Bonaparte chargea les architectes Percier et Fontaine de diriger un vaste programme d'embellissement des Invalides, qui comprenait notamment la mise en place d'une fontaine au centre de l'esplanade des Invalides. L'emplacement choisi, un lieu appelé les Quatre Chemins, avait déjà accueilli, sous la Convention montagnarde, un monument éphémère conçu par David et représentant le Peuple français sous les traits d'Hercule, debout sur la Montagne, terrassant l'hydre du Fédéralisme au-dessus des crapauds du Marais.
Seul le bassin fut construit en 1800 sous la direction de Percier et Fontaine, ces derniers ayant été nommés architectes du palais des Tuileries après la disgrâce de leur confrère Étienne-Chérubin Leconte (janvier 1801). Leconte avait en effet été accusé d'avoir tenu des propos désobligeants à l'égard de Bonaparte peu de temps avant ou après l'attentat de la rue Saint-Nicaise (24 décembre 1800), perpétré dans le cadre d'un complot qui visait à assassiner le Premier Consul. L'achèvement de la fontaine fut donc confié plus tard à une innocente victime de l'attentat, l'architecte Guillaume Trepsat, qui avait été grièvement mutilé par l'explosion et que Bonaparte, en guise de secours, venait de nommer architecte des Invalides.

Repris par Trepsat, les travaux étaient déjà bien avancés en août 1803 et la fontaine put être achevée entre juin et novembre 1804.

#### Description de la fontaine
La pompe à vapeur du Gros-Caillou l'alimentait en eau de la Seine, qui jaillissait dans un grand bassin circulaire (de 3 m de haut et 15 m de diamètre) par quatre mascarons en bronze, réalisés par Chaudet et placés sur chacune des faces du monument.

Ce dernier était constitué d'un piédestal de douze mètres de haut (dont 4 m pour le socle) formé d'un pilier de style néoclassique, de plan carré, sommé d'une frise dorique à triglyphes et métopes et surmonté d'une pyramide à trois degrés (d'environ 1 m chacun) constituant le socle d'une étrange statue de lion ailé en bronze.

#### Le lion de Saint Marc

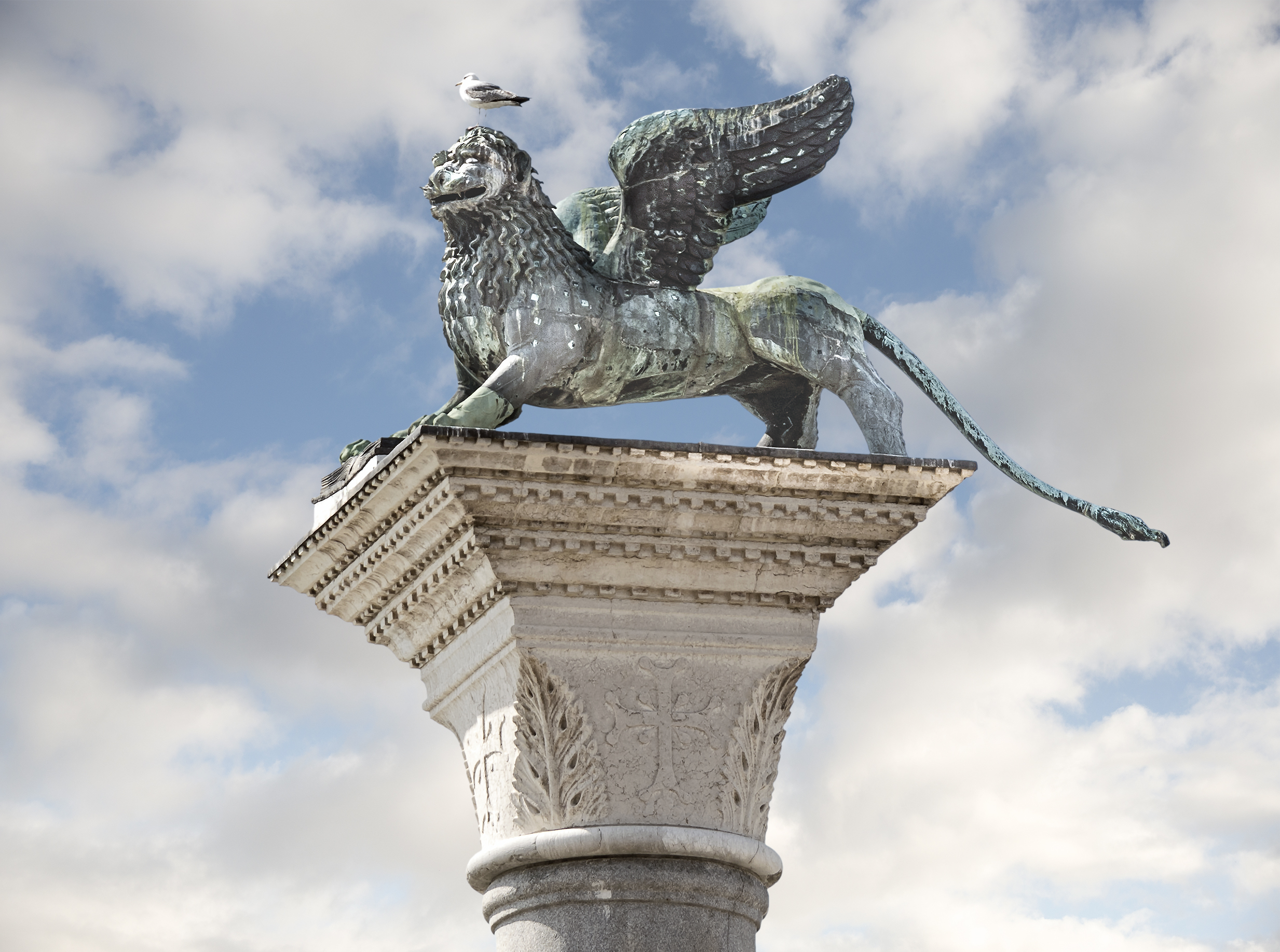
Photographie de 2017 représentant le lion, restauré et remis en place à Venise en 1816.

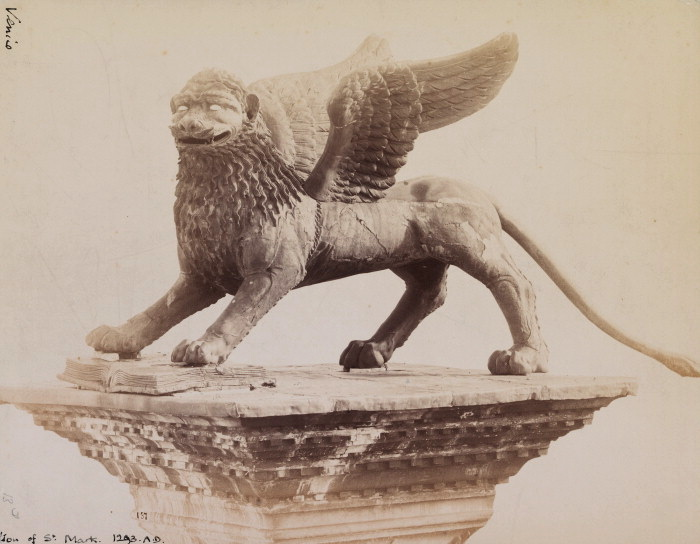
Photographie ancienne (fin du XIXe siècle) du lion.

Cette statue n'était autre que le célèbre lion de Saint Marc, placé depuis le XIIIe siècle sur l'une des deux colonnes de la piazzetta San Marco de Venise.

Les Français avaient pris cette sculpture[réf. nécessaire], en même temps que les non moins célèbres chevaux de Saint-Marc, à l'issue de la campagne d'Italie (1797). Détériorée par les opérations de dépose et de transport, sévèrement mutilée (il lui manquait les ailes, les pattes, la queue ainsi que l'évangile qui était glissé sous l'une des pattes avant), elle fut restaurée par un sculpteur français, Edme Gaulle ou Jean Guillaume Moitte.

Ce lion ayant été réalisé au Moyen Âge à partir d'une antique chimère orientale, son « travail gothique » était étranger au goût néoclassique de l'époque.
Napoléon avaient initialement prévu de faire porter par le lion « la grande table de pierre de Saint-Denis ». Cet objet, présenté en 1803 par le Journal des débats comme une « belle pierre » d'environ 30 pieds (9 m) de circonférence récupérée d'un édifice de Saint-Denis, était en fait la vasque monolithe du lavabo de l'abbaye de Saint-Denis, une œuvre du début du XIIIe siècle. Finalement, Trepsat ne s'est pas servi de cette « cuve », qui resta au premier Musée des monuments français d'Alexandre Lenoir - transformé plus tard en École des Beaux-Arts - jusqu'en 1954, date à laquelle elle a rejoint le dépôt lapidaire de la basilique de Saint-Denis.
L'architecte Fontaine juge sévèrement les plans de son confrère : « [Trepsat] plaça d'une manière ridicule le lion de saint Marc qui devait être employé à supporter un grand vase en pierre au centre du bassin déjà fait. [...] Infirme, estropié, âgé et peu travailleur, l'entretien des Invalides lui convenait à merveille, il aurait dû s'en tenir là ».

#### Inscriptions
Des inscriptions dédicatoires ornaient deux des faces du monument.

La première, en français, fut gravée en 1804 sur la face principale dirigée vers la Seine :
| NAPOLÉON BONAPARTE, EMPEREUR DES FRANÇAIS, A ORDONNÉ QUE CE MONUMENT FUT PLACÉ SOUS LES YEUX DES GUERRIERS, DONT IL ATTESTE LES EXPLOITS. L'an I.er DE SON RÈGNE 1804. MINISTÈRE DE L'INTÉRIEUR A. CHAPTAL. |

La seconde, en latin, tournée vers l'hôtel des Invalides, fut composée en 1806 par la classe d'Histoire de l'Institut, à la demande du ministre de l'Intérieur, Champigny, et gravée en 1807 :
| NAPOLION IMPERATOR REX LEONEM DE VENETIIS CAPTIS TROPAEUM AD EMERITORUM MILITUM CASTRA EORUM VIRTUTIS INSIGNE ERIGI IUSSIT MD CCC VII |

### Sous la Restauration

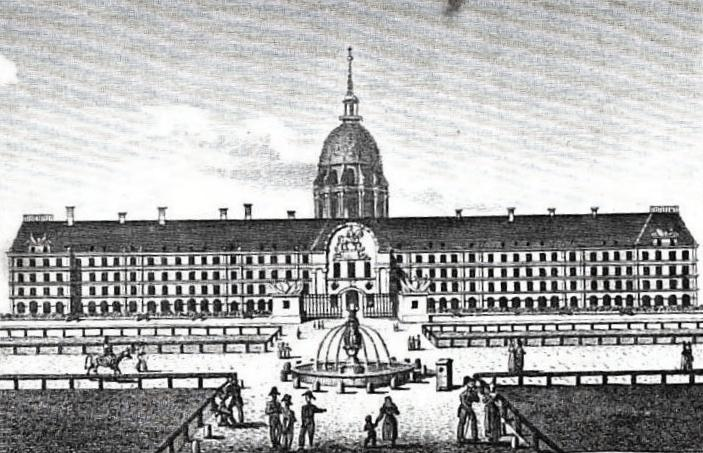
Vue de la fontaine (seconde moitié des années 1820).

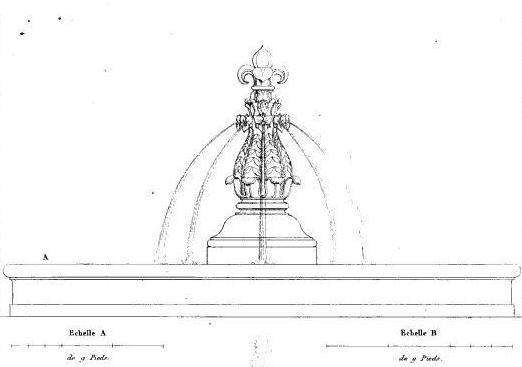
Gravure de Normand (fin des années 1820).

En 1815, le lion fut restitué aux Autrichiens, nouveaux maîtres de la Vénétie. Lors de sa dépose, le 2 octobre, une corde (peut-être sabotée par l'invalide employé comme gardien de nuit) se rompit et la statue fut endommagée par sa chute, brisée en plusieurs morceaux. Rapatriée à Venise, elle fut entreposée à l'arsenal avant d'être réparée par Bartolomeo Ferrari puis remise en place le 13 avril 1816. 
Lors de la réparation du lion, pourvu d'une nouvelle queue (déployée derrière le lion, et non repliée sous l'animal comme dans la restauration parisienne), un nouvel évangile dut être coulé, celui de 1804 ayant été abandonné puis perdu ou volé à Paris.
Désormais vide, le piédestal fut démoli vers 1820 et remplacé en 1825 par une gerbe de huit fleurs de lys inclinées surmontée d'une fleur de lys, emblème de la monarchie restaurée. C'est par ce bouquet en plomb doré, haut d'environ un mètre, que l'eau jaillissait dans le bassin. Hors de proportion avec l'immensité de l'esplanade, ce petit monument fut sévèrement critiqué par les contemporains.

### Sous la Monarchie de Juillet

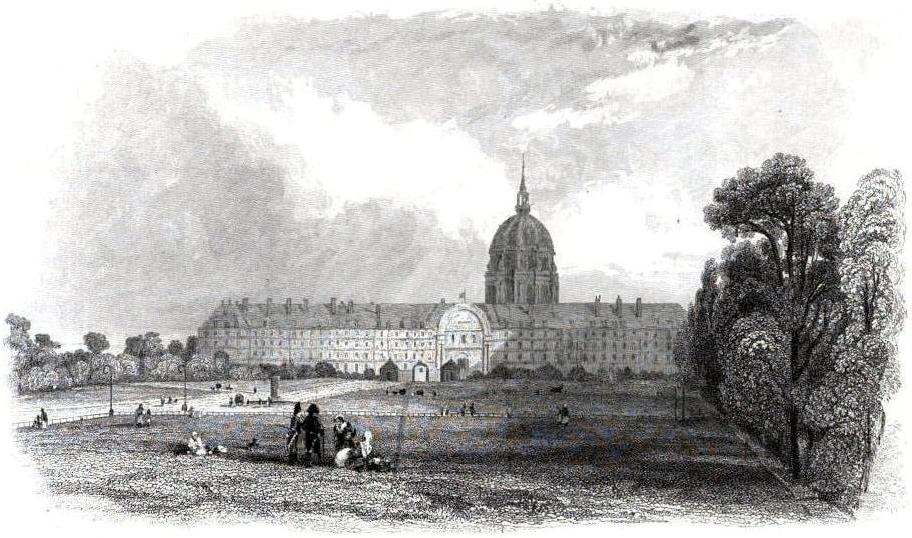
Vue de l'esplanade dans les années 1830. On distingue la fontaine au second plan.

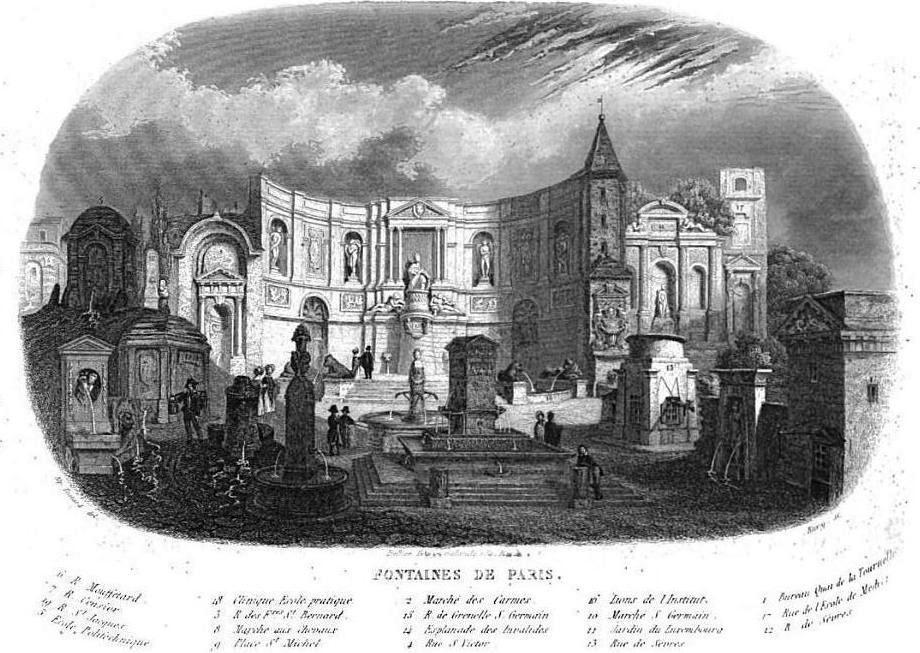
Sur cette vue imaginaire des années 1830 juxtaposant plusieurs fontaines parisiennes, celle des Invalides, surmontée du buste de La Fayette est située au centre du second plan.

Débarrassée de ses fleurs de lys après la Révolution de 1830, la fontaine reçut un nouveau piédestal très simple sur lequel on éleva un buste en bronze du général La Fayette.

Ce nouveau monument fut détruit en décembre 1840 afin de faciliter le passage du char funèbre de Napoléon lors de la cérémonie du retour des cendres. L'ironique pertinence du symbole (La Fayette cédant sa place à Napoléon) amusa plusieurs écrivains. Dans ses lettres consacrées aux Funérailles de Napoléon, le britannique William Makepeace Thackeray écrivit : 

« Au milieu de l'avenue des Invalides, était naguère une sorte de pompe ou de maigre fontaine, surmontée d'un buste de Lafayette couronné de guirlandes d'immortelles fanées, et regardant modestement le mince filet d'eau qui coulait par intermittence à ses pieds. Buste et fontaine ont disparu pour faire place au majestueux cortège qui doit passer sur leur ancien emplacement.

Étrange coïncidence ! Si j'avais été M. Victor Hugo, ma chère, ou quelque poète de talent, je vous aurais fait, en quelques heures, un impromptu sur ce buste de Lafayette relégué dans quelque grenier, et remplacé par la pompe triomphale de son heureux successeur. Ainsi en avait-il été quelque cinquante ans auparavant. Comme naguère la fontaine, que surmontait son buste, ne laissait échapper qu'un mince filet d'eau pure et limpide, ainsi jadis sa bouche ne laissa tomber que de rares mais nobles paroles ; alors comme aujourd'hui, il n'avait pour l'admirer qu'un petit groupe de disciples. Calme au milieu des horreurs de la guerre et des fureurs démagogiques, son éloquence coula comme une source faible mais limpide, jusqu'au jour où, emporté par la tourmente révolutionnaire, il fit, comme aujourd'hui son humble buste, place au somptueux cortège de la magnificence impériale. »

Thackeray ignorait que Victor Hugo avait effectivement consigné ses propres réflexions au soir du 15 décembre 1840 :

« Il y a dix ans, après juillet 1830, on a élevé au milieu de cette même esplanade des Invalides un monument à Lafayette, un buste en plâtre posé sur une borne-fontaine. Il m'est arrivé souvent alors, à moi qui hante les lieux déserts, de me promener mélancoliquement autour de ce buste qui se défigurait, d'hiver en hiver, sous la pluie.

Aujourd'hui, quand le cortège impérial a traversé précisément le même emplacement, le buste et la borne-fontaine qui auraient dû leur faire obstacle avaient disparu comme si quelqu'un eût soufflé dessus. Personne n'y a songé. Personne ne s'est écrié que Napoléon passait sur le ventre de Lafayette. Cela tient à ce que Lafayette est oublié, tandis que Napoléon est toujours vivant. Lafayette n'était qu'une date. Napoléon est un génie. »

Dans les notes de ses Rimes héroïques (1843), Auguste Barbier constate l'ingratitude des Français envers le héros des deux mondes : 

« Le seul buste que l'enthousiasme populaire lui ait décerné, et qui se trouvait à Paris sur la place des Invalides, a été balayé par l'ombre impériale à son retour de Sainte-Hélène. Il était logique sans doute que César renversât les images de Caton ; mais devait-on le permettre? »

Brièvement destiné à accueillir une statue équestre de Napoléon commandée en 1843 à Marochetti mais jamais réalisée, l'emplacement de la fontaine est aujourd'hui occupé par le croisement de la rue Saint-Dominique et de l'avenue Gallieni.